# Nabicie na pal

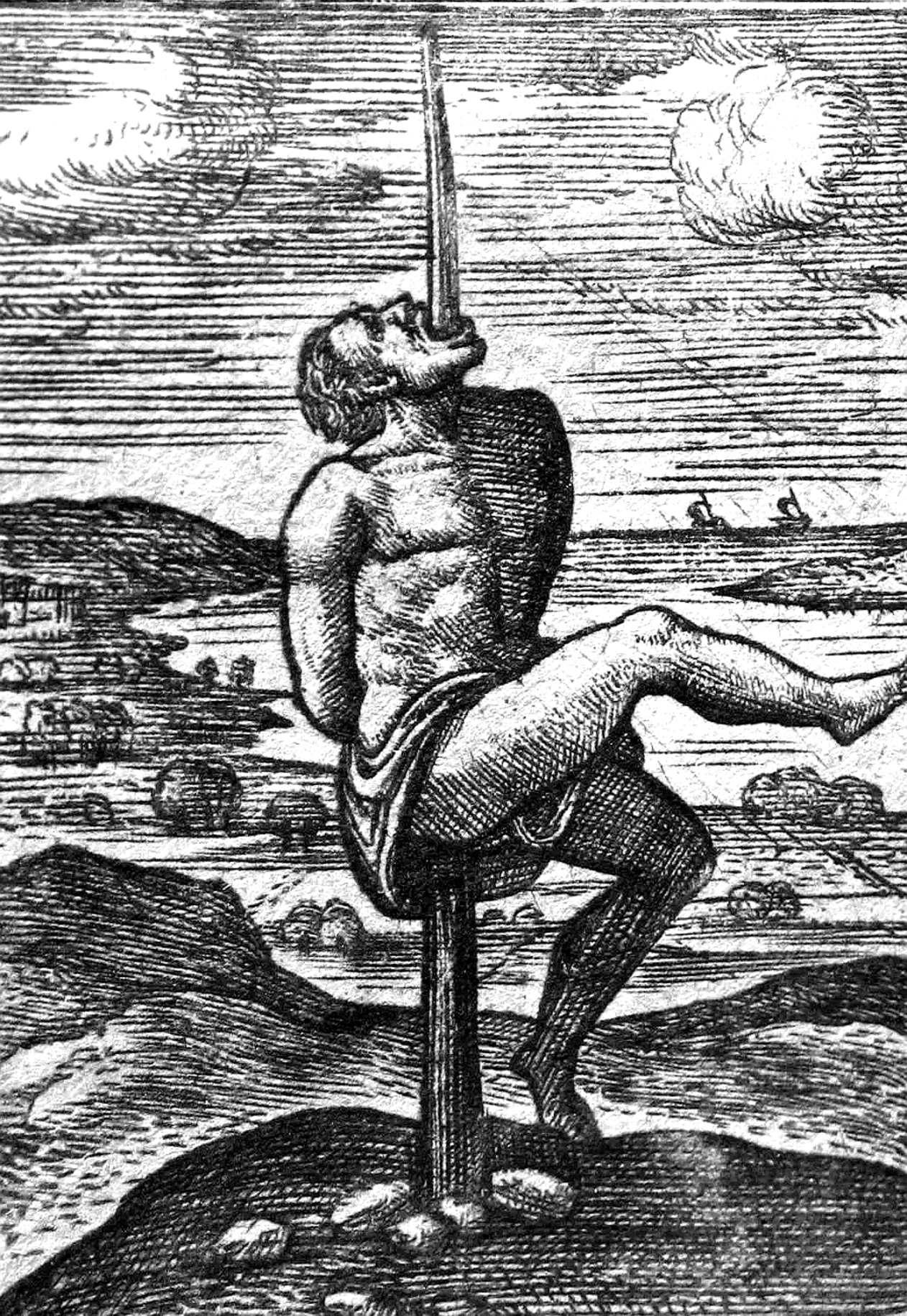
Rycina z 1593 r. Justus Lipsius De Cruce

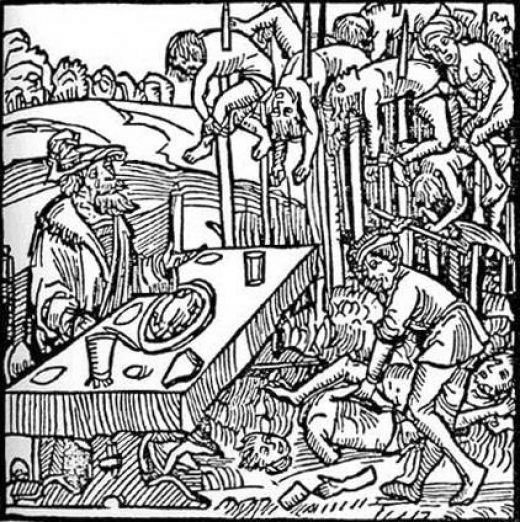
Wład Palownik biesiaduje pośród pali. Drzeworyt z niemieckiego paszkwilu z XV w. Autor grafiki, sądząc po błędnym zilustrowaniu upalowania, nigdy tej egzekucji nie widział ani nie znał jej z bezpośredniej relacji.

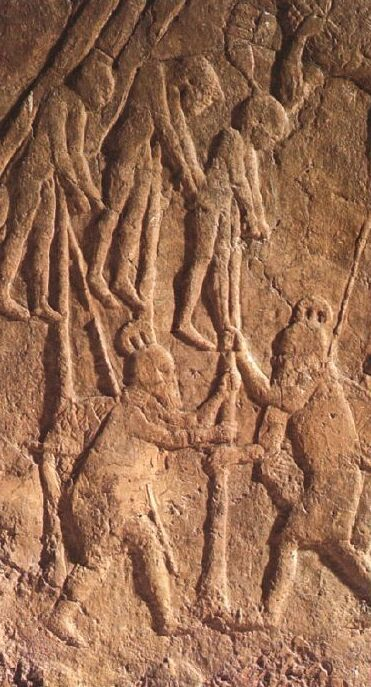
Neoasyryjski relief przedstawiający palowanie Żydów

Nabicie na pal (zwane także nawlekaniem na pal) – jedna z form wykonywania kary śmierci, praktykowana od starożytności do XVIII wieku. W okresie starożytnym stosowana była przez Hetytów w Anatolii i na Bliskim Wschodzie, a od średniowiecza rozpowszechniła się na ziemiach najeżdżanych przez Imperium Osmańskie bądź podległych temu państwu – głównie na Bałkanach, ale też na południowo-wschodnich krańcach Rzeczypospolitej.

## Przebieg egzekucji
Narzędziem kary był przygotowany wcześniej pal – zaostrzony z jednej strony drewniany słup. Nogi leżącego na ziemi skazańca kat wiązał sznurami lub powrozami do pary koni lub wołów, a pal kładł między nogami skazanego. Gdy zwierzęta ruszały naprzód, ciągnęły za sobą skazańca, pal wbijał się w odbyt lub krocze człowieka i pogrążał się dalej, ale nie dopuszczano do tego, by przebił go całkowicie. Następnie kat odwiązywał zwierzęta, a słup z nabitym człowiekiem stawiano pionowo. Pod wpływem ciężaru ciała, pal pogrążał się coraz głębiej, przebijając powoli wnętrzności. Skazaniec konał przez długi czas, zależnie od wytrzymałości organizmu i stopnia uszkodzenia organów wewnętrznych; trwać to mogło nawet 3 dni. Doświadczony kat mógł wiedzieć, jak opóźnić uszkodzenia i upływ krwi. Krzywo wbity pal znacznie przedłużał cierpienia skazańca. Czasami, dla zaostrzenia kary, skazańca po nabiciu na pal smarowano łatwopalną substancją i podpalano.
Szczególne upodobanie do tego rodzaju egzekucji przypisywano hospodarowi wołoskiemu Vladowi III Ţepeşowi, którego przydomek oznacza właśnie palownik. Inny jego przydomek, Dracula (Drăculea), wykorzystał Bram Stoker, tworząc postać hrabiego Drakuli.
Na pal został nabity w 1651 r. przywódca powstania chłopskiego na Podhalu, Aleksander Kostka-Napierski. Jest to rzecz o tyle ciekawa, że w ten sposób bardzo rzadko karano przedstawicieli stanu szlacheckiego.

## Kara nabicia na pal w literaturze i filmie
Na tę karę został skazany pułkownik i ataman Sucharuka, kozacki poseł w powieści i filmie Ogniem i mieczem, oraz Doniec, pułkownik kozacki, brat Horpyny. Stało się to też z kozackim bandurzystą Tarasem Weresajem, bohaterem powieści Jacka Komudy Bohun.
Jednym z najbardziej znanych polskich filmów, gdzie można obejrzeć wykonanie tej kary jest film Pan Wołodyjowski (i serial telewizyjny Przygody pana Michała), których scenariusz oparty był na „Trylogii” Henryka Sienkiewicza. Tej karze poddany był Azja Tuhaj-bejowicz za zdradę Rzeczypospolitej w Panu Wołodyjowskim. Sposób wykonania egzekucji w Panu Wołodyjowskim był inny niż opis Jędrzeja Kitowicza; skazaniec nawlekany był na plecach, a nie na brzuchu (jak u Jędrzeja Kitowicza).
Kara nabicia na pal pojawia się również w grach. W jednym z możliwych zakończeń gry Wiedźmin 2: Zabójcy Królów, podczas pogromu w Loc Muinne, redańscy żołnierze stawiają na sztorc pal z nabitym na niego czarodziejem. Również w kontynuacji serii, Wiedźmin 3: Dziki Gon, jedna z postaci - czarodziejka Keira Metz - może ponieść śmierć na palu z rozkazu prześladującego czarodziejów króla Radowida (zależnie od decyzji gracza).

## Opis egzekucji u Jędrzeja Kitowicza
Komendanci polscy, wielu dostali żywcem hajdamaków, żadnego nie pardonowali, lecz zaraz na placu albo wieszali na gałęziach, albo jeżeli mieli czas, żywcem na pal wbijali; która egzekucja takim szła sposobem: obnażonego hajdamakę położyli na ziemi na brzuch; mistrz albo który chłop sprawny do egzekucji użyty naciął mu toporkiem kupra, zacierany pal ostro z jednego końca wetchnął w tę jamę, którą gnój wychodzi z człowieka, założył do nóg parę wołów w jarzmie i tak z wolna wciągał hajdamakę na pal rychtując go, aby szedł prosto. Zasadziwszy hajdamaka na pal, a czasem i dwóch na jeden, kiedy było wiele osób do egzekucji, a mało palów, podnosili pal do góry i wkopywali w ziemię. Jeżeli pal wyszedł prosto głową lub karkiem, hajdamak prędko skonał; lecz jeżeli wyszedł ramieniem albo bokiem, żył na palu do dnia trzeciego, czasem wołał horyłki, to jest gorzałki, i pił podaną sobie. To tak okrutne morderstwo bynajmniej hajdamaków nie uśmierzało; mieli sobie za jakiś heroizm skonać na palu. Kiedy się w kompanii przy gorzałce jeden z drugim kamracił, życzył mu: „Szczo by ty ze mnoju na jednym palu strytył”, to jest: „Bogdajbyś ze mną na jednym palu sterczał.” Bywali drudzy tak zatwardziałego serca, że miasto jęczenia w bólu wołali na dyrygującego zaciąganiem na pal: „Krywo idet, pune mistru”, jakby bólu żadnego nie czuł albo jakby go tylko kto w ciasny bot obuwał. Dla tak okrutnej śmierci, acz niby lekceważonej, hajdamacy wszędzie się do upadłej bronili. Na pięćdziesiąt hajdamaków trzeba było naszych dwieście, trzysta i więcej, aby ich zwyciężyli; równej lub mało większej liczbie nigdy się pobić nie dali. To już wszystko, co mogłem w pamięci utrzymać, com widział i com słyszał pewnego o wojsku autoramentu polskiego i regularnym nieprzyjacielu Ukrainy, hajdamakach.